# 10BASE-T
10BASE-T est une norme Ethernet spécifiant une couche physique du modèle OSI utilisant une topologie réseau en étoile et des câbles à paires torsadées équipés de connecteurs RJ45.

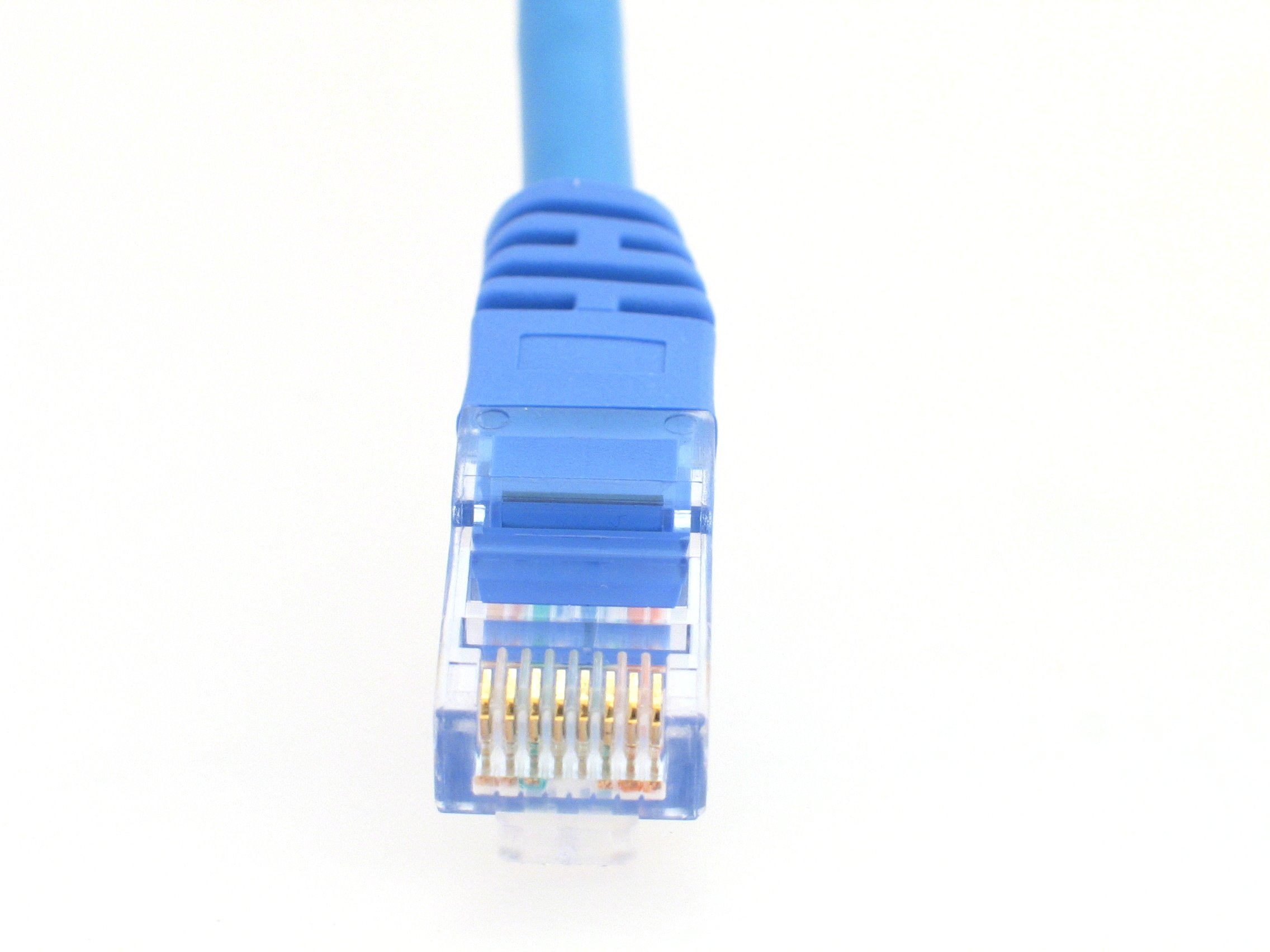
Connecteurs RJ-45 servant à la connexion des réseaux informatiques.

## Historique
10BASE-T a été conçu pour pallier les problèmes de 10BASE5 et 10BASE2, les autres standards Ethernet 10 Mbit/s qui souffraient d'une plus grande propension aux pannes et de l'utilisation de câbles plus chers. Cette solution s'est vite démocratisée en raison de la simplicité et de la «propreté de câblage », des câbles posés pour un usage téléphonique pouvant parfois être réutilisés.

## Description

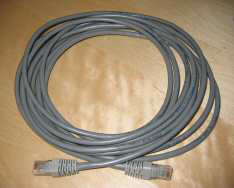
Câble souple économique à paires torsadées utilisé avec 10BASE-T

Ce protocole est décrit dans la clause 14 du standard Ethernet. Celle-ci définit les caractéristiques mécaniques, électriques et fonctionnelles du MAU (Medium Attachment Unit) 10BASE-T et spécifie un type de support pour être utilisé avec ce MAU.
Les caractéristiques générales du MAU 10BASE-T sont les suivantes :
- permet, par le biais de l'AUI (Attachment Unit Interface) le couplage du PLS (Physical Layer Signaling) avec le système de transmission utilisant une liaison à paires torsadées en bande de base.
- Supporte des transmissions de données à des débits jusqu'à 10 Mbit/s sur paires torsadées d'une longueur de 100 mètres et sans répéteurs.
- Supporte des configurations utilisant le mécanisme d'accès CSMA/CD défini avec une transmission en bande de base.
- Supporte les moyens d'interconnexion avec un type de liaison point à point sur paires torsadées et autorise une topologie en réseau étoile lorsque des répéteurs à ports multiples sont utilisés.
- Autorise des opérations en mode full duplex, half duplex ou les deux en même temps.
- 1024 transceivers